# Ground Zero Festival
Pour les articles homonymes, voir Ground zero (homonymie).
Ground Zero Festival (plus souvent et simplement appelé Ground Zero) est un festival néerlandais de techno hardcore, fondé en 2006 et organisé annuellement par UDC Events et Multigroove.

## Histoire
Le Ground Zero se déroule depuis la première édition 2006 au « Recreatieterrein Bussloo », base de loisirs à Bussloo, village près de Voorst, dans la province de Gueldre, aux Pays-Bas. Le festival a lieu pendant une nuit, de 22 h à 7 h le lendemain matin.
L'édition 2022 du festival, baptisée pour l'occasion Ground Zero 15 Years, se joue à guichet fermé avec 20 000 visiteurs. Du early hardcore est joué et des feux d'artifice sont tirés.

## Éditions notables
| Édition              | Date         | Lieu                     | Participants (par scène) | Anthem                                                                              | Réfs  |
| -------------------- | ------------ | ------------------------ | --- | ----------------------------------------------------------------------------------- | ----- |
| 3e                   | Août 2008    | Recreatieterrein Bussloo | Tieum, etc. |                                                                                     | [ 4 ] |
| Night Fire (7e)      | Août 2013    | Recreatieterrein Bussloo | Promo, The Wishmaster, The Outside Agency et Thera, etc. | Ruffneck & Nosferatu - Zero                                                         | ,     |
| 8e                   | Août 2014    | Recreatieterrein Bussloo | — | Ophidian & Hamunaptra - Beyond Dusk and Dawn (Official Ground Zero Hardcore Anthem) |       |
| Blackout (10e)       | 27 août 2016 |                          | - Hardcore (animation : MC Jeff) : Amada, Javi Boss vs. Re-Style, Tommyknocker, Evil Activities, Amnesys (live), Promo, Ophidian vs. Neox, Dyprax vs. Furyan, DaY-már, Negative Audio, Radium - Hardstyle (animé par MC Da Syndrome) : Devin Wild, Isaac, Max Enforcer, Stephanie vs. Malua, D-Block & S-te-Fan, Jack of Sound (live), Endymion, Outbreak, Hard Attack (live), Digital Punk, Rooler (live), Hardstyle Mafia vs. Sacha. - Uptempo / frenchcore (animé par MC Triggah) : Chok Dee vs. Axel Erator, The Vinylraider vs Dexter vs Frenchip, Aggressive vs The Dark Project, Psiko vs Maissouille, Ysiss vs Miss Enemy, Hungry Beats vs The Braindrillerz, System Overload vs The Demon Dwarf, Le Bask, Sjammienators, Adrenokrome vs. Ketanoise. - Early hardcore (animé par MC Axys) : D'Spyre, Buzz Fuzz, Paralizer vs. Chosen Few, Human Resource, Catscan, Leviathan vs. Rheeza, Dano vs. Gizmo, Ruffneck, Placid K vs. Lenny Dee. - Millenium harcore (animé par MC Syco) : Base Alert, Dyprax, Alien T, Darkcontroller, Vince vs. J.D.A, Tommyknocker, Bass-D, D-Passion. - Industrial : Penta, Khaoz Engine, Hardbouncer, Lunatic, Tymon, Sei2ure, Igneon System, Miss Hysteria, Ophidian, Sandy Warez. - Terror (animé par MC Skullcrusher) : Delta 9, DRS, Laurent Hô, The Speed Freak, S'Aphira, SRB, Akira, Noisekick. - Freestyle (animé par DJ The Russian) : Dutch Movement, Outsiders, Playboyz, Freestyle Maniacs, Transfarmers, Dr Phunk, Lowriderz, Audiofreq, The Prophet. - Hardtechno (animé par MC Coredelia Guerilla) : The Annoying Raider, Tekzotic, Nelson Katzer, Viper XXL, Withecker, Jason Little, Angel, The DJ Producer. - Talent (scène jeunes artistes). | —                                                                                   | [ 7 ] |
| 11e                  | 26 août 2016 | Recreatieterrein Bussloo | — | —                                                                                   | [ 8 ] |
| Ground Zero 15 Years | 2022         | Recreatieterrein Bussloo | — | Dr. Peacock - Trip to Egypt                                                         | [ 3 ] |

## Compilations
Lors des festivals, les organisateurs sortent une compilation des pistes jouées par les DJ pendant la soirée. La compilation Ground Zero 2007 - The Live DJ Sets est accueillie d'un 75 sur 100 sur Partyflock